# Ефузија
Ефузија је проток гасних молекула кроз мале отворе без судара. Одиграва се када је дијаметар отвора знатно мањи од средњег слободног пута молекула. Према Греамовом закону (T. Graham 1805-1869) брзина ефузије обрнуто је пропорционална корену густине гаса па сходно томе (густина гаса је пропорционална молекулској маси) обрнуто је пропорционална и корену молекулске масе гаса. Због тога лакши гасови брже ефундују, дакле, у смеши два гаса ефундоваће више лакших молекула. То се најочигледније види поређењем балона испуњеног хелијумом и ваздухом. Онај са хелијумом издуваће се за дан-два док ваздухом испуњен балон може остати исто надуван и више дана.
Греамов закон представља основу за ефузионо раздвајање 235U од 238U из природног уранијума. Уранијум се преводи у гасовити уранијум хексафлуорид који се пропуштањем кроз серију мембрана раздваја на лакши и тежи изотоп.